# Baza lotnicza Sidi Ahmed
Baza lotnicza Sidi Ahmed (IATA: OIZ, ICAO: DTTB) – wojskowe lotnisko położone w mieście Bizerta, w Tunezji. Została otwarta w 1943.